# Refraktometrija
Refraktometrija je fizikalna analizna metoda merjenja lomnega količnika snovi. Ker je lomni količnik raztopin sorazmeren njihovi koncentraciji, lahko prek njega določamo sestavo in čistost snovi.

## Lom svetlobe
Lom svetlobe ali refrakcija je fizikalni pojav, ki opisuje spremembo smeri svetlobnega žarka zaradi spremembe hitrosti pri potovanju valov svetlobe med snovmi z različnimi lomnimi količniki. Na meji nad sredstvi se valu spremeni smer, njihova valovna dolžina se poveča ali zmanjša, medtem ko frekvenca ostaja konstantna. Razlog za lom svetlobe je v tem, da ima svetloba v različnih snoveh različno hitrost. Manjša kot je hitrost svetlobe v sredstvu, bolj se bo lomila.

## Lomni količnik
Če svetloba prehaja iz zraka, ki je optično redkejši, v steklo, ki je optično gostejše, se lomi k vpadni pravokotnici. Lomni kot je manjši od vpadnega. Ob prehodu iz optično gostejšega v optično redkejše sredstvo pa se svetloba lomi vstran od vpadne pravokotnice, pri čemer je lomni kot večji od vpadnega.
Lomni količnik ali refrakcijski indeks je fizikalna konstanta, odvisna od temperature, valovne dolžine svetlobe in značilnosti snovi, ki se uporablja za merjenje, pri katerem je potrebno paziti na nadzor ali kompenzacijo temperaturnih razlik in valovne dolžine. Meritve se najpogosteje poročajo pri referenčni temperaturi 20°C in pri referenčni valovni dolžini 589,3 nm (natrijeva črta D). Čeprav je refrakcijski indeks brez-dimenzionalna količina, se običajno navede kot n20D oz. nD20. Pri tem zapisu »n« predstavlja lomni količnik, »D« označuje valovno dolžino, 20 pa referenčno temperaturo. Zato bi bil lomni količnik vode pri 20 °C, izmerjen na liniji natrija D, zapisan kot 1,333 n20D. Merjenje ponovimo vsaj trikrat in srednjo vrednost zaokrožimo na tri decimalke.
Večja kot je koncentracija raztopine, počasneje se širi svetloba v njej, posledica tega pa je višji lomni količnik. Na osnovi lomnega količnika je mogoče ugotoviti sestavo binarne zmesi (zmes sestavljena iz dveh komponent).
Lomni količnik ali refrakcijski indeks (n) snovi je enak razmerju hitrosti svetlobe v vakuumu in preiskovani snovi. Hitrost svetlobe v zraku je skoraj enaka hitrosti svetlobe v vakuumu. Razmerje je enako količniku sinusa vpadnega kota v zraku in sinusa lomnega kota v preiskovani snovi.
{\displaystyle n={\operatorname {c} \!zrak \over \operatorname {c} \!snovi}={\sin \alpha  \over \sin \beta }}
| Snov        | Lomni količnik |
| ----------- | -------------- |
| vakuum      | 1              |
| zrak        | 1,000294       |
| voda (20°C) | 1,33           |
| led         | 1,31           |
| steklo      | 1,52           |

## Refraktometer
Refraktometer je naprava za merjenje lomnega količnika. Najpogosteje se uporabljajo za merjenje lomnega količnika pri tekočinah, merijo pa se tudi lahko pri plinih in trdnih snoveh, kot so steklo in dragi kamni. Naprava omogoča merjenje na 0,001 natančno.
Poznamo več vrst refraktometrov, najbolj klasičen laboratorijski refraktometer pa je Abbejev refraktometer, s katerim lahko merimo lomni količnik prozornim in neprozornim, temnim tekočinam in trdnim snovem. Merimo lahko tudi delež sladkorja. Glavni del aparature sta Amicijevi prizmi z znanim refrakcijskim indeksom, med kateri damo preiskovan vzorec. Refraktometer moramo pred analizo umeriti z destilirano vodo in njenim poznanim lomnim količnikom (n = 1,333).
Poznamo dve izvedbi Abbejevega refrektometra, in sicer refraktometer z vrtljivo in pa togo prizmo. Lomni količnik je lahko izmerjen na dva načina:
1. Na osnovi maksimalnega lomnega kota (za prozorne tekočine), to je lomnega kota, ki ga dobimo, če vpadni kot žarka večamo in tako približamo 90 °, da je žarek praktično vzporeden z mejno ploskvijo.
2. Na podlagi popolnega odboja (za neprozorne tekočine), če prehaja žarek iz optično gostejšega v optično redkejše sredstvo. Maksimalni vpadni kot katerega posledica bi bil lomni kot 90 °, za popolni odboj.

Poleg skale za lomni količnik pa imajo refraktometri običajno tudi skalo za merjenje vsebnosti sladkorjev (suhe snovi). S tem lahko opravljamo hitre analize sladkorja (saharoze) v grozdju in drugih sadežih.

## Uporaba metode
Refraktometrija ima zares velik spekter uporabe, saj lahko z njo preverimo kakovost in vsebnost številnih tekočin (manj pogosto tudi plinov in trdnin). 
Prav zato uporabo te metode najdemo v:
- živilska industrija (določevanje vsebnosti sladkorja v vinu, določevanje kakovosti svežega mleka ...)
- zdravstvo in veterina (določevanje skupne količine plazemskih proteinov v vzorcu krvi ...)
- kemična industrija (analiza naftnih proizvodov ...)
- strojništvo (analiza tekočin za obdelavo kovin ...)
- avtomobilska industrija (analiza vseh tekočin, ki so potrebne za pravilno delovanje vozila ...)
- gemologija (identifikacija dragih kamnov)